# Kaltag
Kaltag é uma cidade localizada no estado americano de Alasca, no Distrito de Yukon-Koyukuk.

## Demografia
Segundo o censo americano de 2000, a sua população era de 230 habitantes.
Em 2006, foi estimada uma população de 207, um decréscimo de 23 (-10.0%).

## Geografia
De acordo com o United States Census Bureau, a localidade tem uma área de 70,9 km², dos quais 60,3 km² cobertos por terra e 10,6 km² cobertos por água.

## Localidades na vizinhança
O diagrama seguinte representa as localidades num raio de 104 km ao redor de Kaltag.